# Об'єднання українців у Польщі
Об'єднання українців у Польщі (ОУП, пол. Związek Ukraińców w Polsce) — найбільша організація українців Польщі, нараховує близько 7 тисяч членів.

## Історія

### Передумови створення
Унаслідок операції «Вісла», проведеної в 1947, українців виселено з родинних земель в південно-східній Польщі на північні і західні терени країни. Найчисельніші групи українського населення утворились в теперішніх воєводствах (відповідник українських областей): вармінсько-мазурському, дольношльонському (Нижня Сілезія) і західнопоморському. Частина українців уникнула депортації, а деяким вдалось повернутись до рідних земель після 1956 року. Тому в прикарпатському і малопольському воєводствах існують численні групи української національної меншини. На нових землях, незважаючи на заборону влади, українці намагались зорганізувати культурне і релігійне життя, створювались аматорські хори, неформальні дискусійні групи.

### УСКТ
В 1956 українцям дозволено вести легальну культурну і освітянську діяльність в рамках Українського Суспільно-Культурного Товариства (УСКТ) і на видання україномовного тижневика «Наше Слово». 16-18 червня 1956 року у Варшаві відбувся перший засновницький з'їзд УСКТ. Перший номер «Нашого Слова» вийшов 15 червня того ж року.
Влада від початку обмежувала діяльність Товариства, напр. в тому, що Міністерство Внутрішніх Справ встановило стислий нагляд за Товариством, серед керівництва влада воліла бачити членів компартії.
З часом діяльність УСКТ зведено до культурно-освітянської сфери. Діяли аматорські ансамблі як наприклад: чоловічий хор «Журавлі», ансамбль пісні і танцю «Ослав'яни». Виходили радіопрограми українською мовою (Ряшів, Люблін, Ольштин, Кошалін, Щецін). Створено кілька українських шкіл (між іншими в Білому Борі і ліцей у Ліґниці) і пункти навчання української мови. Розвиток УСКТ, активність українців в Польській Народній Республіці влада загальмувала в 1960-х. Ціллю знову стала асиміляція українців. Зменшено кількість шкіл і пунктів навчання української мови, також обмежено і культурну діяльність. Непокірних діячів ув'язнювали, звільняли з роботи, а ціле товариство піддано стислому нагляду спецслужб.

### Перетворення УСКТ в ОУП
В лютому 1990 на хвилі демократичних змін УСКТ перетворено в Об'єднання Українців в Польщі (ОУП). Створено багато галузевих і регіональних організацій, таких як напр.: Союз Української Незалежної Молоді, Союз українців Підляшшя, Об'єднання Лемків, Українське Лікарське Товариство, Українське Вчительське Товариство у Польщі, Спілка Українців-політв'язнів Сталінського періоду, Фонд ім. Св. Володимира Хрестителя Русі. Появились нові друковані видання, напр. двомісячник «Над Бугом і Нарвою», греко-католицький тижневик «Благовіст».

## Діяльність
Найбільшою українською організацією в Польщі є далі ОУП. Роботою організації керує семиособова Головна управа під керівництвом голови Петра Тими. Їй підлягає 10 відділів і територіальні кола. Органом, що приймає постанови, є 39 особова Головна рада.
Об'єднання реалізує проекти адресовані до різних суспільних груп (дітей, молоді і студентів, осіб в середньому і старшому віці). Серед реалізованих заходів були і міжнародні проекти, такі як: «Лемківська Академія». Табори скаутської організації «Пласт», концерти церковної музики (напр. «Осінні дні церковної музики»), фестивалі української культури (напр. Фестиваль Української Культури — Сопот 2005), дитячі фестивалі (напр. в Кошаліні і Ельбльонзі). історичні семінари (напр. «Польща — Україна. Важкі питання»). А також заходи, яка показують культуру українсько-польського пограниччя.
Організувались семінари, які пропагують співпрацю польських і українських громадських організацій, мас-медіа («Передвиборчі кампанії в мас-медіа — польський і український досвід» в рамах «Року Польщі в Україні»). З 1990 р. ОУП є видавцем тижневика «Наше Слово» і багатьох інших книг та часописів виданих українською і польською мовами. Наприклад: річник «Український Альманах» (раніше «Український Календар»). Об'єднання є співвидавцем телевізійної програми «Теленовини», яка виходить в Регіональному Телебаченні TVP-3. ОУП співпрацює з Польським Радіо, яке реалізує україномовні програми (між іншими в Кошаліні, Ольштині, Вроцлаві, Кракові).
Найбільші культурні заходи української спільноти в Польщі це: «Фестиваль Української Культури» в Сопоті, «Молодіжний Ярмарок» в Ґданську, «На Івана на Купала» в Дубичах Церковних, Фестиваль Української Культури на Підляшші «Підляська осінь», «Лемківська Ватра» в Ждині, «Дні Української культури» — Гіжицько, Щецин, «Битівська Ватра» в Битові. Українська Національна меншина має своїх представників в органах місцевого самоврядування, переважно в вармінсько-мазурському воєводстві. Один з них виконує функцію голови воєводської ради — (sejmiku wojewódzkiego).
Веде навчання української мови в 106 школах і пунктах навчання, де вчаться близько 2700 учнів. Діє чотири загальноосвітні ліцеї.
Українці в Польщі зазвичай належать до двох церков: Української Греко-Католицької Церкви і Польської Автокефальної Православної Церкви.
Протягом минулих років ОУП серйозно зафункціонувала також серед світового українства. У Світовому конгресі українців (СКУ), Європейському конгресі українців (ЕКУ) та в структурах української держави, що покликані для співробітництва з діаспорою, стали відомі як наші культурні заходи, так і виношені українською громадою Польщі проблеми.